# Limitations de vitesse en Corée du Sud

Panneau de vitesse maximum à 50 km/h en Corée du Sud

Panneau de vitesse minimum à 30 km/h en Corée du Sud

Les limitations de vitesse en Corée du Sud sont dans la plupart des villes et des routes à 2 voies sont de 60-80 km/h.
La vitesse maximum en ville va être abaissée de 60 à 50 km/h d'ici 2021.
Sur les routes régionales la vitesse maximum est de 80-90 km/h.
Sur les routes nationales la vitesse maximum est aussi de 80-90 km/h, mais il existe une vitesse minimum de 30 km/h.
Sur les autoroutes, la vitesse maximum est de 100 km/h, et la vitesse minimum de 50 km/h.
Par temps de pluie ou de neige, la vitesse maximum est diminuée de 20%.